# Prades, un carrer
Prades, un carrer és una obra de Joan Miró, pintada el 1917 i conservada a la Fundació Joan Miró de Barcelona, mitjançant un dipòsit de col·lecció particular.

## Descripció
En la primera exposició de Miró a les Galeries Dalmau de Barcelona, s'intueix el debat cultural entre la idea d'una nació fundada en les tradicions mediterrànies i la influència artística forana. La temàtica local, rural, coexisteix amb el llenguatge de la modernitat. «Cal ser català internacional, un català casolà no té ni tindrà cap valor al món», escriu.
En aquesta obra es nota encara la influència del noucentisme barrejat amb un estil eclèctic, que concilia facetes cubistes amb colors fauvistes i la solidesa de Cézanne amb línies de força pròpies del futurisme. Els seus coneixements provenen d'artistes exiliats a Barcelona, exposicions i revistes d'avantguarda catalanes i franceses.